# Helsingborgs Dagblad
Helsingborgs Dagblad (eller förkortat HD) är en morgontidning som ges ut i och omkring Helsingborg. Helsingborgs Dagblad är utanför områdena Stockholm, Göteborg och Malmö den största svenska morgontidningen, och sedan sommaren 2014 sammanslagen med Sydsvenskan i en samlad koncern.
Företaget Helsingborgs Dagblad AB utger även editionerna Nordvästra Skånes Tidningar i Ängelholm samt Landskrona Posten i Landskrona. Tidigare låg man även bakom utgivningen av City Helsingborg och City Landskrona vilka lades ner 2013. Helsingborgs Dagblads beteckning var tidigare "oavhängig", men är nu "oberoende liberal". 
Koncernmodern fram till försäljningen 2014 var Pukslagaren i Helsingborg AB, vilken ägdes till hälften av familjen Ander (som ägt NST sedan 1979) och till hälften av familjen Sommelius (som ägt HD sedan 1931). 2009 erhöll man ett distributionsstöd på 2 miljoner kronor av Presstödsnämnden.
Sedan 2004 delar tidingen årligen ut Helsingborgs Dagblads kulturpris.
Den 1 juli 2014 köpte Bonniersägda Sydsvenskan upp Helsingborgs Dagblad. Från den 1 september 2014 är HD-Sydsvenskan ett gemensamt bolag. Verkställande direktör är Pontus Bodelsson Marcus Ekdahl är chefredaktör och ansvarig utgivare. Heidi Avellan är politisk chefredaktör. Bolaget ger ut de prenumererade morgontidningarna Sydsvenskan, Helsingborgs Dagblad, Landskrona Posten, Nordvästra Skånes Tidningar, gratistidningarna City och Hallå, samt sajterna sydsvenskan.se och hd.se.

## Historik
- 1867 - Helsingborgs Tidning grundas av boktryckare Nils Jönsson.
- 1884 - Helsingborgs Tidning byter namn till Helsingborg Dagblad (HD).
- 1892 - HD blir en av landets första sjudagarstidningar.
- 1931 - Familjen Sommelius blir majoritetsägare i HD.
- 1995 - hd.se startar, som först i Sverige, med kompletta nyheter på nätet.
- 1999 - Helsingborgs Dagblad inviger sin nya tryckpress, en Goss Newsliner.
- 2001 - NST, Landskrona Posten och HD går samman i ett 50/50-ägande av familjen Sommelius och familjen Ander
- 2004 - Helsingborgs Dagblads kulturpris instiftas och utdelas för första gången.
- 2006 - Fredagen 3 februari övergick tidningen till tabloidformat.
- 2007 - Måndagen 5 februari startar utgivningen av gratistidningen xtra Helsingborg.
- 2008 - I augusti byter xtra Helsingborg namn till City Helsingborg.
- 2012 - Utsedd av Mediavärlden och Tidningsutgivarna till årets bästa svenska dagstidning och årets bästa redaktion.
- 2014 - Tidningen köps upp av Sydsvenskan

## Chefredaktörer
- Nils Jönsson, 1867-1884[8]
- Gustaf Wilhelm Hoflund, 1884-1899
- Gustav Åsbrink, 1899-1907
- Anders Marino, 1908–1909
- Nils Christiernsson, 1911-1923[9]
- Ove Sommelius, 1924–1974
- Sören Sommelius, 1974–1977
- Lars Wilhelmsson, 1977–1993
- Sven-Åke Olofsson, 1993–2001
- Eskil Jönsson, 2001–2006
- Lars Johansson, 2007[10]–2016
- Jonas Kanje, 2016–2020
- Marcus Ekdahl, 2020–